# Karl Mattisson

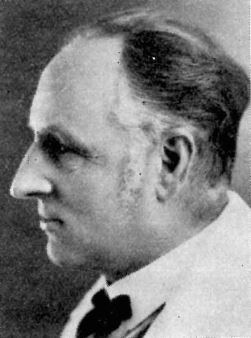
Karl Mattisson.

Karl Henning Mattisson, född 22 maj 1877 i Strövelstorps församling, Kristianstads län, död 30 juli 1965, var en svensk läkare.
Efter studentexamen i Lund 1898 blev Mattisson filosofie kandidat 1900, medicine kandidat 1906 och medicine licentiat 1911 i Lund samt medicine doktor i Uppsala 1931. Han var extra amanuens vid patologiska institutionen i Lund 1902–1903, amanuens där 1903–1904, t.f. amanuens och amanuens vid pediatriska kliniken och polikliniken för invärtes och barnsjukdomar i Lund 1909–1910, amanuens vid rättsmedicinska institutionen i Lund 1909–1911 och vid medicinska kliniken i Lund åtta månader 1911, underläkare vid Malmö allmänna sjukhus medicinska avdelning 1911–1913, överläkare vid Västeråsens sanatorium i Borås 1913–1932, föreståndare för Borås dispensär 1914–1930, för Västeråsens dispensär 1927–1932 och läkare vid Solhems sjukhus i Borås 1913–1931.
Mattisson var avdelningsläkare vid svenska krigssjukhuset i Wien två månader 1916 och praktiserande läkare i invärtes sjukdomar, speciellt hjärt- och lungsjukdomar i Malmö från 1932. Han skrev ett 20-tal medicinska artiklar, främst i invärtes medicin och tuberkuloslära samt ett antal etnologiska artiklar.